# Olympus Mons
Olympus Mons (latinsko gora Olympus) je velik ščitasti vulkan na Marsu. Po meritvah Mars Orbiter Laser Altimeter (MOLA) je visok je več kot 21,9 km, kar je približno dva in polkrat višina Mount Everesta nad morsko gladino. Je največji vulkan in najvišja gora na Marsu ter je približno povezan z Theasilvijo na Vesti kot najvišja gora, odkrita v Sončnem sistemu. Povezan je tudi z gorovjem Tharsis Montes, veliko vulkansko regijo na Marsu. Zadnjič je izbruhnil pred 25 milijoni let.
Olympus Mons je najmlajši od velikih vulkanov na Marsu in je nastal med Marsovim Hesperianskim obdobjem, izbruhi pa so se nadaljevali globoko v Amazonsko obdobje. Astronomi vedo zanj že od konca 19. stoletja kot Nix Olympica (latininsko "Olympski sneg") in so sumili na njegovo gorato naravo že veliko preden so vesoljske sonde potrdile, da gre za goro.
Leži v Marsovi zahodni hemisferi, s središčem na 18°39′N 226°12′E / 18.650°N 226.200°E, tik ob severozahodnim robom izbokline Tharsis. Njegov zahodni del je v Amazonskem kvadrantu (MC-8), njegov centralni in vzhodni del pa v sosednjem kvadrantu Tharsis (MC-9).
Dvema udarnima kraterjema na Olympus Monsu je Mednarodna astronomska zveza dodelila začasni imeni – 15,6 km širok Karzok krater (18°25′N 228°05′E / 18.417°N 228.083°E) in 10,4 km širok Pangboche krater (17°10′N 226°25′E / 17.167°N 226.417°E). Opazna sta kot dva od več mogočih virov za Marsove meteorite.

## Opis
Olympus Mons kot ščitasti vulkan po obliki spominja na velike vulkane na Havajskih otokih. Vulkan je širok okrog 600 km. Določanje višine je težko, saj je gora velika in ima kompleksne strukture na robovih. Olympus Mons stoji 21 km nad Marsovim globalnim datumom in njegov lokalni relief, od vznožij klifa, ki so severozahodna meja, do vrha, je visok več kot 21 km (malo več kot dvakratna višina Maune Kee, merjena od dna na oceanskem dnu). Skupna višinska razlika od nižavja Amazonis Planitia, več kot 1000 km proti severozahodu, do vrha se približa 26 km. Vrh gore ima šest kalder (pogreznjenih kraterjev), ki oblikujejo nepravilno depresijo 60 km × 80 km in do 3,2 km globoko. Zunanji rob vulkana predstavlja klif, visok do 8 km, čeprav je deloma prikrit zaradi tokov lave, po čemer je unikaten med ščitastimi vulkani na Marsu. Klif bi lahko ustvarili ogromni bočni zemeljski plazovi. Olympus Mons pokriva območje veliko 300.000 km², kar je približno velikost Italije ali Filipinov in ga podpira litosfera, debela 70 km. Izjemna velikost Olympus Monsa je najverjetneje posledica tega, da Mars nima mobilnih tektonskih plošč. Za razliko od Zemlje, skorja na Marsu ostane fiksna nad stacionarno vročo točko in vulkan lahko sprošča lavo dokler ne doseže ogromne višine.
Olympus Mons ima kot ščitasti vulkan zelo položna pobočja. Povprečni naklon vulkanovih pobočij je le 5 %. Nakloni so najstrmejši blizu sredine bokov in postanejo plitkejši proti osnovi, kar bokom daje konkavni vzdolžni profil. Njegovi boki so plitkejši in se raztezajo dlje od vrha v severozahodni kakor v jugovzhodni smeri. Vulkanova oblika in profil se primerjata s cirkuškim šotorom, ki ga drži en drog, ki je obrnjen proč od centra.
Zaradi njegove velikosti in plitkih pobočij opazovalec, ki bi stal na Marsovi površini, ne bi mogel videti celotnega profila vulkana, niti z velike oddaljenosti. Ukrivljenost planeta in samega vulkana bi zameglila sinoptični pogled. Podobno se opazovalec blizu vrha ne bi zavedal, da stoji na zelo visoki gori, saj se pobočja vulkana raztezajo daleč za horizont, vsega 3 km proč.
Tipični atmosferski pritisk na vrhu Olympusa Monsa je 72 paskalov, okrog 12 % povprečnega Marsovega pritiska, 600 paskalov. Oba pritiska sta izredno nizka za zemeljske razmere. Atmosferski pritisk na vrhu Mount Everesta je na primer 32.000 paskalov, okrog 32 % pritiska na nadmorski višini pri morju. Ne glede na to orografski oblaki na veliki višini pogosto drsijo nad vrhom Olympusa Monsa in zračni Marsov prah je še vedno prisoten. Čeprav je povprečni Marsov površinski atmosferski pritisk manj kot 1 % Zemljinega, veliko manjša gravitacija Masa povečuje atmosferino višino. Z drugimi besedami, Marsova atmosfera je ekspanzivna in ne pada ob rasti višine tako ostro kot Zemljina.
Sestava Olympusa Monsa je okrog 44 % silikatov, 17,5 % železovih oksidov (ko planetu dajejo rdečo obarvanost), 7 % aluminija, 6 % magnezija, 6 % kalcija in posebno velik delež žveplovega dioksida, 7 %. Ta sestava povzroča, da je površina v veliki meri sestavljena iz bazaltov in drugih mafičnih skal, ki izbruhnejo ko teče nizko viskozna lava in posledično vodijo v nizke gradiente na površini planeta.
Olympus Mons v bližnji prihodnosti ni verjetno mesto pristanka za vesoljske sonde. Visoka višina ne dovoljuje pristankov s padali, saj je atmosfera preredka, da bi vesoljsko vozilo upočasnila. Poleg tega je to območje eno najbolj prašnih območij Marsa. Odeja finega praha zakriva kamnito podlago, zaradi česar je kamnite vzorce težko pridobiti, roverji pa bi se težko premikali.

## Geologija
Olympus Mons je posledica več tisoč visoko tekočih, bazaltnih tokov lave, ki so tekli skoti vulkanske odprtine skozi daljše časovno obdobje (Havajski otoki ponazarjajo podobne ščitaste vulkane na manjši ravni – glej Mauna Kea). Tako kot bazaltni vulkani na Zemlji, so tudi Marsovi bazaltni vulkani zmožni bruhanja ogromnih količin pepela. Ker ima Mars manjšo gravitacijo od Zemlje, na magmo, ki se dviga iz skorje delujejo manj plovne sile. Poleg tega so prostori z magmo verjetno veliko večji in globlji od tistih na Zemlji. Boki Olympus Monsa so narejeni iz neštetih tokov lave in kanalov. Veliko teh tokov ima nasipe vzdolž svojih mej (na sliki). Hladnejši, zunanji robovi toka se strdijo in ostane centralno dno staljene, tekoče lave. Delno sesedle lavine cevi so vidne kot verige vdolbinastih kraterjev, pogoste so tudi široke lavine pahljače, ki jih oblikuje lava, ki se dviga iz nepoškodovanih podpovršinskih cevi.
Na krajih vzdolž vulkanove osnove, se strjeni tokovi lave lahko prelivajo na okoliške ravnice in tako oblikujejo široke predpasnike in pokopavajo škarpe. Štetje kraterjev s fotografij z visoko ločljivostjo, ki jih je posnel orbiter Mars Express leta 2004, kažejo na to, da so tokovi lave na severozahodnem boku Olympus Monsa stari od 115 mio let do le 2 mio let. Te starosti so zelo majhne v geološkem smislu in lahko pomenijo, da je gora še vedno vulkansko aktivna, čeprav na zelo mirujoč in epizodičen način.
Kompleks kalder na vrhu vulkana je narejen iz vsaj šestih prekrivajočih se kalder in segmentov kalder (na sliki). Kaldere nastanejo ko se sesede streha po osiromašenju in umiku podpovršinskih prostorov magme po izbruhu. Vsaka kaldera tako predstavlja ločen pulz vulkanske dejavnosti na gori. Največji in najstarejši segment kaldere naj bi bil oblikovan kot eno veliko jezero lave. S pomočjo geometrijskih razmerij dimenzij kaldere iz laboratorijskih modelov znanstveniki ocenjujejo, da je prostor magme, povezan z največjo kaldero na Olympus Monsu, leži na globini okrog 32 km pod dnom kaldere. Porazdelitev pogostosti velikosti kraterjev na tleh kalder kažejo na starost kalder med 350 mio in 150 mio let. Najverjetneje so vse nastale v intervalu 100 mio let.
Olympus Mons je strukturno in topografsko asimetričen. Daljši, plitkejši severozahodni bok kaže na razširjene značilnosti, kot so veliko padci in normalni prelomi. Vulkanova strmejša jugovzhodna stran ima po drugi strani značilnosti, ki kažejo na kompresijo, vključno s strmimi terasami na srednjem boku vulkana (prepoznani kot potisnjeni prelomi) in več nagubanih hrbtov, ki ležijo pri škarpi. Razlog za to, da nasprotne strani gore kažejo različne sloge deformacije je to, da veliki ščitasti vulkani rastejo bočno in da so variacije v okviru vulkanskega substrata lahko vplivale na končno obliko gore.
Veliki ščitasti vulkani rastejo ne le z dodajanjem materiala na njihove boke ko bruhajo laco, ampak tudi s stranskim širjenjem pri svoji osnovi. Ko vulkan raste po velikosti, se stres pod vulkanom spremeni iz kompresijskega v raztezljivega. Podzemeljska razpoka lahko nastane pri osnovi vulkana in povzroči, da se globlje ležeča skorja raztegne narazen. Če vulkan počiva na nanosih, ki vsebujejo mehanično šibke plasti (npr. posteljice razmočene gline), se 
lahko v šibkih plasteh razvijejo odcepitvena območja. Raztezni stresi v odcepitvenih območjih lahko proizvedejo ogromne zemeljske plazove in normalne prelome na bokih vulkana, kar  vodi v oblikovanje škarp. Dlje od vulkana se ta odcepitvena območja lahko izrazijo kot nasledstvo prekrivanja, razpoke, ki jih poganja gravitacija. Ta mehanizem se že dolgo navaja kot razlaga za aureolne nanose Olympus Monsa (glej spodaj).
- Posnetek sonde Mars Global Surveyor kaže tokove lave različnih starosti ob vznožju Olympus Monsa. Ravnina je mlajši tok. Starejši tok ima kanale lave z nasipi ob robovih. Nasipi so dokaj pogosti pri tokovih lave na Marsu.
- Tokovi lave na Olympus Monsu z označenimi starejšimi in mlajšimi tokovi, posnetek fotoaparata HiRISE
- Kaldere na vrhu Olympus Monsa. Najmlajše kaldere oblikujejo krožne sesedle kraterje. Starejše kaldere se pojavljajo kot polkrožni segmenti, saj jih prečkajo mlajše kaldere.
- Poševen pogled na Olympus Mons, mozaik slik s sonde Viking prikazanih na MOLA višinomerskih podatkih, prikazuje asimetrijo vulkana. Pogled je iz severo-severovzhoda; navpično pretiravanje je 10×. Širši, položnejši severni bok je na desni. Ožji in strmejši južni bok je na levi in ima nizke, okrogle terase, kar je interpretirano kot potisni prelomi. Škarpa vulkana je izbočena.
- Podrobni dnevni THEMIS mozaik infrardečih slik Olympus Monsa

Olympus Mons leži na robu izbokline Tharsis, starodavne velike vulkanske planote, ki se je verjetno izoblikovala ob koncu Noahovega obdobja. Med Hesperianskim obdobjem, ko se je Olympus Mons začel oblikovati, je bil vulkan na plitvem pobočju, ki se spušča z višine v Tharsisu na severne nizke kotline. Skozi čas so te kotline prejele veliko količino usedlin, ki so bile odnesene s Tharsisa in južnih višavij. Usedline verjetno vsebujejo obilne filosilikate (glino) iz Noahovega obdobja, ki so se izoblikovali v času zgodnjega obdobja na Marsu, ko je bila površinska voda v izobilju, in so bili najdebelejši na severozahodu, kjer je globina kotline največja. Ko je vulkan rasel skozi bočno širjenje, so bile v debelejših plasteh usedlin proti severozahodu prednostno razvite odcepitve z nizkim trenjem, kar je ustvarilo škarpe in razširjene režnje avreolnega materiala (Lycus Sulci). Razširjanje se je zgodilo tudi v smeri jugovzhoda, vendar je bilo v tej smeri bolj omejeno z višavjem Tharsis, ki je predstavljalo območje visokega trenja pri osnovi vulkana. Trenje je bilo v tej smeri večje zato, ker so bile usedline tanjše in so bile verjetno sestavljene iz grobega zrnatega materiala, ki je bil odporen na drsenje. Sposobne in neravne skale na osnovi Tharsisa so delovale kot dodaten vir trenja. To zaviranje jugovzhodnega širjenja v Olympus Monsu bi lahko povzročilo strukturalno in topografsko asimetrijo gore. Numerični modeli dinamike delcev, ki vključujejo lateralne razlike v trenju vzdolž osnove Olympus Monsa, lahko dobro reproducirajo vulkanovo trenutno obliko in asimetrijo.
Obstajajo špekulacije, da je odcepitvi vzdolž šibkih plasti pomagala prisotnost vode pod velikim pritiskom v prostorih z razpokami v sedimentih, kar bi lahko imelo zanimive astrobiološke implikacije. Če območja, prepojena z vodo, še vedno obstajajo v sedimentih pod vulkanom, bi bili verjetno ogrevani z visokim geotermalnim naklonom in rezidualno toploto vulkanovega magmatskega prostora. Potencialni izviri ali pronicanja okrog vulkana bi lahko nudili veliko priložnosti za odkrivanje mikrobnega življenja.

## Zgodnja opazovanja in poimenovanje
Olympus Mons in nekaj drugih vulkanov v regiji Tharsis je dovolj visokih, da segajo nad pogoste Marsove peščene viharje, ki jih zaznavajo teleskopski opazovalci od začetka 19. stoletja. Astronom Patrick Moore je izpostavil, da je Schiaparelli (1835–1910) "odkril, da njegovi Nodus Gordis in Olimpski sneg [Nix Olympica] so skoraj edini objekti, ki so vidni" med peščenimi viharji in je "pravilno uganil, da morajo biti visoki".
Sonda Mariner 9 je  prispela v Marsovo orbito leta 1971 med globalno peščeno nevihto. Prvi objekti, ki so postali vidni, ko se je prah začel polegati, so bili vrhovi Tharsis vulkanov, kar je pokazalo, da mora biti višina teh objektov veliko večja kot višina katerekoli gore na Zemlji, kot so astronomi pričakovali. Opazovanja planeta z Marinerja 9 potrjujejo, da je bil Nix Olympica vulkan. Astronomi so za svetel objekt, znan kot Nix Olmpica, na koncu izbrali ime Olympus Mons.

## Regionalna okolica in okoliški objekti
Olympus Mons leži med severozahodnim robom regije Tharsis in vzhodnim robom planote Amazonis Planitia. Stoji okrog 1200 km od drugih treh velikih Marsovih ščitastih vulkanov, skupno imenovanih Tharsis Montes (Arsia Mons, Pavonis Mons in Ascraeus Mons). Tharsis Montes so rahalo manjši od Olympus Monsa.
Široka, kolobarjasta depresija ali jarek globine okrog 2 km obkroža osnovo Olympus Monsa in naj bi bil posledica vulkanove ogromne teže, ki pritiska navzdol na Marsovo skorjo. Globina te depresije je večja na severozahodni kot na jugovzhodni strani.
Olympus Mons delno obkroža regija značilnega žlebičastega ali zarezanega terena, ki je znan kot avreola Olympus Monsa. Ta avreola je sestavljena iz več večjih režnjev. Severozahodno od vulkana se avreola razteza na razdalji do 750 km in je znana kot Lycus Sulci (24°36′N 219°00′E / 24.600°N 219.000°E). Vzhodno od Olympus Monsa je avreola delno pokrita s tokovi lave, vendar je tam, kjer je razkrita, znana pod različnimi imeni (npr. Gigas Sulci). Izvor avreole je predmet debat, vendar so ga verjetno ustvarili ogromni zemejski plazovi ali plošče, ki jih je potiskala gravitacija, ki so se prelevile na robovih ščita Olympus Monsa.